# Afonso d'Este, Marquês de Montecchio
Afonso d'Este (em italiano:  Alfonso d'Este; 10 de março de 1527 – 1 de novembro de 1587) foi um nobre italiano pertencente à Família Este. 

## Biografia
Nascido em Ferrara, era o filho ilegítimo de Afonso I d'Este, Duque de Ferrara tido com a amante Laura Dianti.
Em 1523, seu pai deu-lhe o feudo de Montecchio que, assim, se tornou uma possessão herdada por membros cadetes da família.
Em 1569 o senhorio foi elevado a Marquesado pelo imperador Maximiliano II. 
Afonso foi legitimado em 1532 pelo cardeal Inocêncio Cybo e, em 1533, por seu pai Afonso I d'Este.
A 3 de janeiro de 1549, casou, em primeiras núpcias, com Júlia Della Rovere, filha de Francisco Maria I, Duque de Urbino, e de Leonor Gonzaga. Em 1584, casou em segundas núpcias com Violante Signa, casamento do qual não teve descendência.
Morreu em Ferrara em 1587.

## Descendência
Do seu casamento com Júlia Della Rovere teve os seguintes filhos:
- Alfonsino (Alfonsino) (1560–1578), casou com a prima Marfisa d'Este;
- César (Cesare) (1562–1628), casou com Virgínia de Médici. Apesar da legitimidade da sucessão ter sido reconhecida pelo imperador Rodolfo II, o papa Clemente VIII não reconheceu a sua legitimidade, e como Ferrara era um feudo papal, a família Este perdeu o Ducado de Ferrara.
- Leonor (Eleonore) (1561–1637), casou com Carlo Gesualdo di Venosa;
- Hipólita (Ippolita) (1565–1602), casou com Frederico II Pico, Duque de Mirandola.

Do seu segundo casamento não houve descendência.
Teve também geração ilegítima:
- Alexandre (Alessandro) (1568–1624), Cardeal.

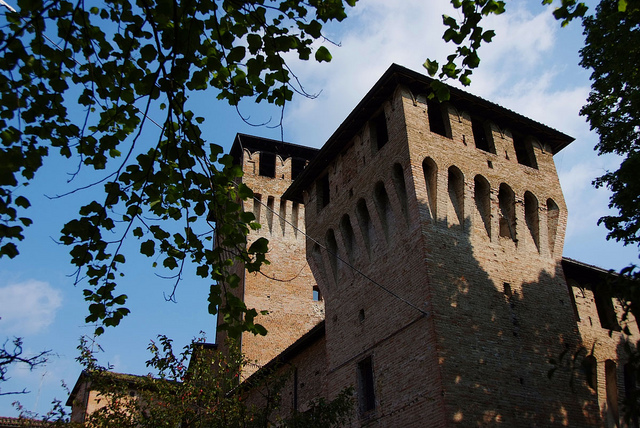
Castelo de Montecchio Emilia
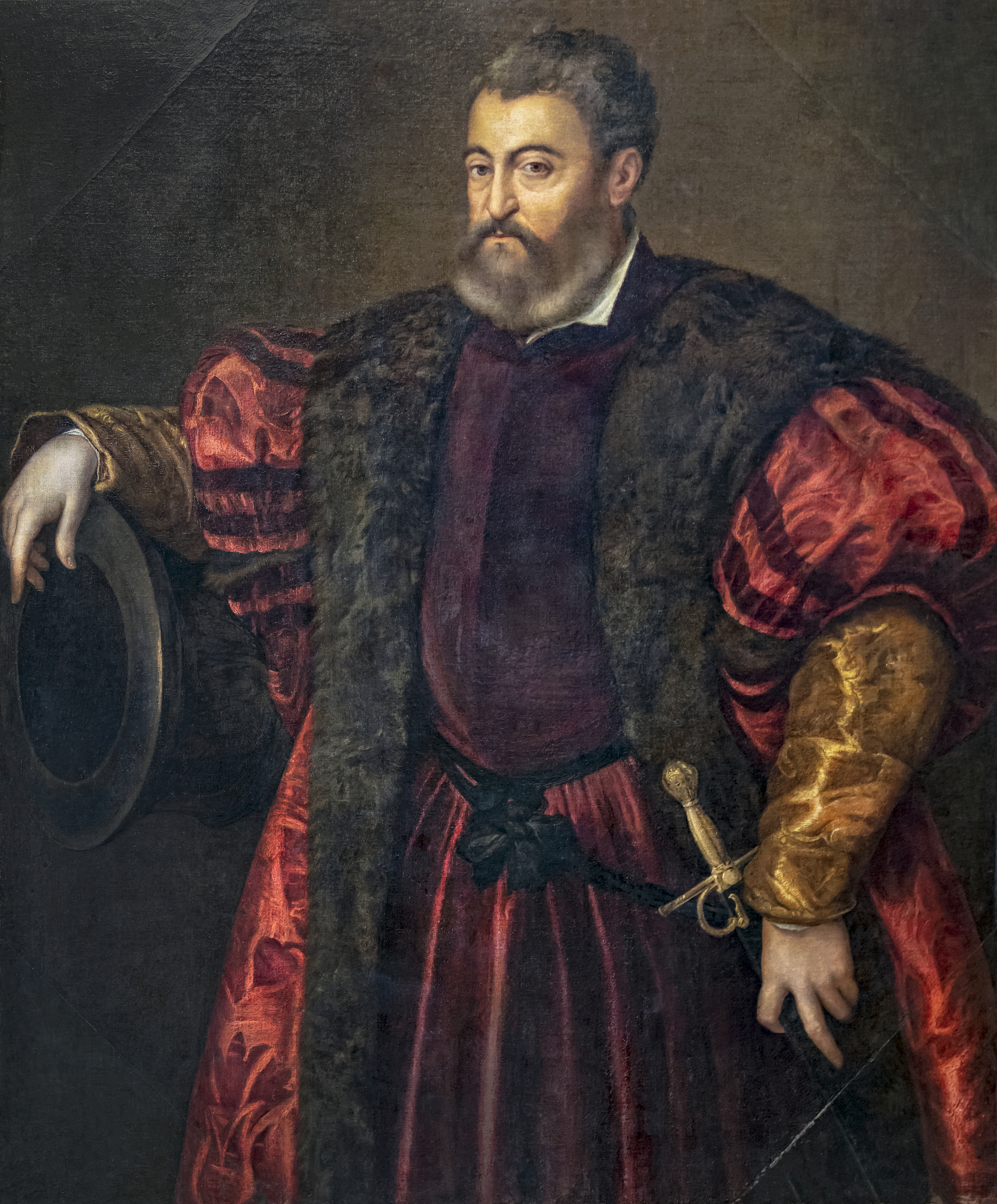
Afonso I d'Este, pai do marquês Afonso
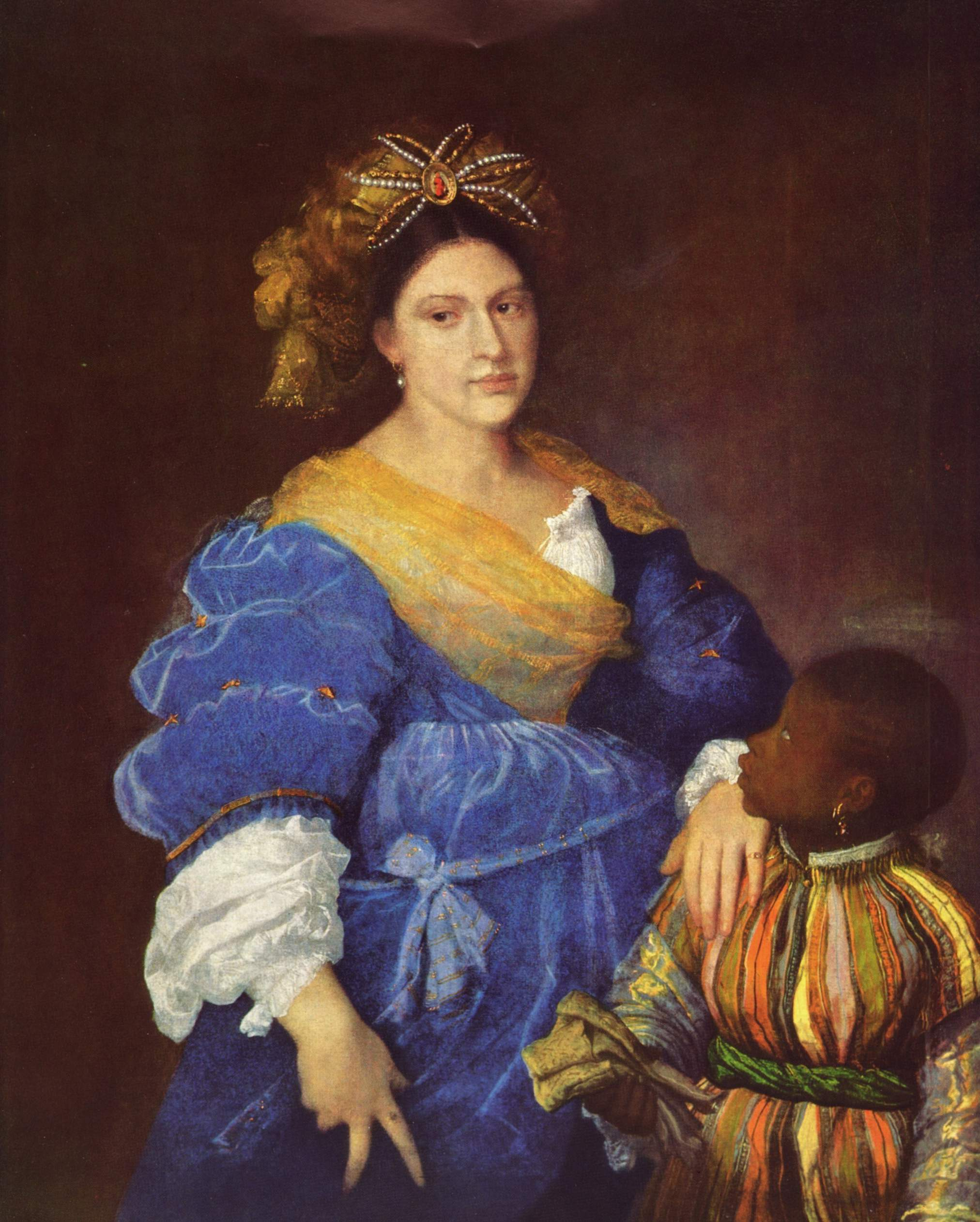
Laura Dianti, mãe do marquês Afonso (Por Ticiano)